# Consolas
Consolas là một phông chữ monospace, sans-serif được thiết kế bởi Luc(as) de Groot. Đây là một phần của bộ phông chữ ClearType, một bộ phông chữ sử dụng công nghệ kết xuất phông chữ ClearType của Microsoft. Nó đã được đưa vào Windows kể từ phiên bản Windows Vista, Microsoft Office 2007 và Microsoft Visual Studio 2010, và có sẵn để tải xuống từ Microsoft. Đây là phông chữ tiêu chuẩn duy nhất của Windows Vista có dấu gạch chéo bên trong ký tự số 0. Đây là phông chữ mặc định của Notepad từ phiên bản Windows 8 trở lên.

## Đặc điểm
Consolas hỗ trợ các tính năng bố cục OpenType sau: thay thế kiểu cách, hình thức bản địa hóa, hình thức phân biệt chữ hoa, số liệu kiểu cũ, số liệu bên dưới, phân số, chỉ số trên, chỉ số dưới.
Mặc dù Consolas được thiết kế để thay thế cho Courier New, ban đầu chỉ có 713 ký tự có sẵn, so với 1318 ký tự của Courier New (2.90). Trong phiên bản 5.22 (đi kèm với Windows 7), hỗ trợ mở rộng tiếng Hy Lạp, kết hợp dấu phụ cho biểu tượng, dạng số, mũi tên, ký tự hình hộp và hình dạng hình học đã được thêm vào. Trong phiên bản 5.32, tổng số ký tự được hỗ trợ là 2735. Trong phiên bản 7.00 (như một phần của Windows 10 1909), có tổng cộng 3030 ký tự.

## Khả dụng
Consolas cùng với Calibri, Cambria, Candara, Corbel và Constantia được phân phối với Microsoft Excel Viewer, Microsoft PowerPoint Viewer, Microsoft Office Compatibility Pack cho Microsoft Windows và Open XML File Format Converter cho macOS.
Consolas cũng có sẵn và đã được cấp phép từ Ascender Corporation.
Bare Bones Software đã cấp phép phông chữ từ Ascender để sử dụng trong trình soạn thảo văn bản BBEdit của họ.

### Các lựa chọn thay thế
- Inconsolata, một phông chữ mã nguồn mở lấy cảm hứng từ Consolas, có sẵn trên Google Fonts[10].